# Чалаев, Ширвани Рамазанович
Ширвани Чалаев (род. 16 ноября 1936, Хосрех, Дагестанская АССР) — советский и российский композитор. Народный артист РСФСР (1986). Лауреат Государственной премии РФ (1997) и премии Правительства РФ (2005).
Автор 7 опер, 2 балетов, 2 симфоний, 21 концерта, многочисленных произведений камерной, симфонической и вокальной музыки, музыки к кино и театральным постановкам. Автор государственного гимна Республики Дагестан.

## Биография
Родился 16 ноября 1936 года в ауле Хосрех Кулинского района Республики Дагестан. В 1964 году с отличием окончил Московскую государственную консерваторию по классу композиции, а в 1968 году — аспирантуру у профессора В. Г. Фере.

## Семья
Супруга — Ирина Яковлевна Каплун.
Сын Чалаев Камиль Ширваниевич.
Супруга — певица Нина Григоренко, скончалась в феврале 2012 года.

Супруга — Чалаева Мариян Магомедовна , скончалась в июне 2011 года.  
Дочь Чалаева Марьям Ширваниевна
Цахаева Тахмина Магомедовна (падчерица)  
Магадова Айшат Магомедовна (падчерица) 
Есть дочь -- Чалаева Саният Ширваниевна, 1996 года рождения, от связи Чалаева с Сурковой Натальей Алексеевной, родившей дочь в 57 лет благодаря ЭКО. Суркова занималась журналистикой и работала в Союзе композиторов музыковедом. Дедушка Саният -- знаменитый поэт Алексей Сурков.

## Список произведений

### Оперы и другие произведения для музыкального театра
- «Горцы», опера на либретто Ш. Чалаева и Г. Фере (1970)
- «Странствия Бахадура», музыкальная комедия на либретто В. Викторова и Р. Сац по произведениям А. Абу-Бакара (1974)
- «Камалил Башир», балет на либретто Ш. Чалаева по мотивам аварской легенды (1975)
- «Хан Гирей», балет на либретто Ш. Чалаева по поэме А. С. Пушкина «Бахчисарайский фонтан» (1975)
- «Маугли», опера на либретто В. Викторова и Н. Сац по произведениям Р. Киплинга (1976)
- «Король Лир», опера на либретто В. Чайковского по одноименной трагедии У. Шекспира (1982)
- «Читая дневники поэта», опера на либретто Ш. Чалаева по произведениям Э. Капиева (1984)
- «Наследство», опера на либретто Р. Сац (1985)
- «Поручик Тенгинского полка», мюзикл на либретто В. Викторова по произведениям М. Ю. Лермонтова (1989)
- «Хаджи-Мурат», опера на либретто В. Дубровского по одноименной повести Л. Н. Толстого (1991)
- «Кровавая свадьба», опера на либретто Ш. Чалаева и Н. Григоренко-Чалаевой по одноименной трагедии Ф. Г. Лорки (2006)
- «Казаки», опера на либретто Р. Сац, В. Рябова и Ш. Чалаева по одноименной повести Л. Н. Толстого (2008)

### Инструментальные концерты
- Концерт № 1 для виолончели с оркестром (1970)
- Концерт № 2 для виолончели с оркестром (1978)
- Концерт № 3 для виолончели с оркестром (1987)
- Концерт № 4 для виолончели с оркестром (1991)
- Концерт № 5 для виолончели с оркестром (1995)

- Концерт № 1 для скрипки с оркестром (1972)
- Концерт № 2 для скрипки с оркестром (1980)
- Концерт № 3 для скрипки с оркестром (1993)
- Концерт № 4 для скрипки с оркестром (1994)
- Концерт № 5 для скрипки с оркестром (1995)
- Концерт № 6 для скрипки с оркестром (1995)

- Концерт № 1 для гобоя с оркестром (1990)
- Концерт № 2 для гобоя с оркестром (1993)

- Концерт № 1 для альта с оркестром (1992)
- Концерт № 2 для альта с оркестром (1994)

- Концерт № 1 для флейты с оркестром (1993)
- Концерт № 2 для флейты с оркестром (1994)

- Концерт для клавесина с оркестром (1992)

- Концерт для трубы с оркестром (1992)

- Концерт для фортепиано с оркестром (1994)

- Концерт для кларнета с оркестром (2013)

### Произведения для оркестра
- Симфония № 1 «Горцы и люди» (1966)
- Симфония № 2 «Сулак-свидетель» (1978)
- Концерт для оркестра (1979)
- «Камалил Башир», симфоническая легенда (1979)
- Увертюра для оркестра народных инструментов (1987)
- Сюита для оркестра (1987)
- «Крестьянские танцы» для оркестра (1988)
- Симфония для флейты, фортепиано и струнного оркестра (1993)
- «Дорога в Оман», сюита для струнного оркестра (1995)
- Рапсодия для фортепиано и оркестра народных инструментов (1990)

### Вокальная и хоровая музыка
- «Надписи», вокальный цикл для голоса и фортепиано на стихи Р. Гамзатова (1965)
- «Облака», вокальный цикл для голоса и фортепиано на стихи Р. Гамзатова (1966)
- «7 лакских песен» для голоса и камерного оркестра (1967)
- «Дагестанские напевы», вокальный цикл для голоса и фортепиано (1969)
- «Целую женские руки», лирическая кантата для баритона, смешанного хора и оркестра на стихи Р. Гамзатова (1970)
- «6 лакских песен» для баритона и оркестра (1972)
- «Песни Муи», вокальный цикл для голоса и фортепиано на стихи Р. Гамзатова (1972)

## Фильмография
Ширвани Чалаев написал музыку к ряду кинофильмов, в том числе:
- 1972 — Канатоходец
- 1981 — Тайна синих гор
- 1987 — Сказание о храбром Хочбаре
- 2006 — Ласточки прилетели

Кроме того, Чалаев выступил исполнителем одной из ролей в фильме Чернов/Chernov

## Звания и награды
- Орден «За заслуги перед Республикой Дагестан»
- Народный артист РСФСР (1986)
- Заслуженный деятель искусств РСФСР (1981)
- Лауреат Государственной премии РФ (1997)
- лауреат Премии Правительства Российской Федерации в области культуры (2005)
- Почётная грамота Республики Дагестан (2006)[4]